# Melicuccà
Melicuccà é uma comuna italiana da região da Calábria, província de Reggio Calabria, com cerca de 1.079 habitantes. Estende-se por uma área de 17 km², tendo uma densidade populacional de 63 hab/km². Faz fronteira com Bagnara Calabra, San Procopio, Sant'Eufemia d'Aspromonte, Seminara.

## Demografia
| Variação demográfica do município entre 1861 e 2011                               |
|                                                                                   |
| Fonte: Istituto Nazionale di Statistica (ISTAT) - Elaboração gráfica da Wikipedia |